# Igor Braz
 Igor Braz Vilela Pinto  (Rio de Janeiro, 29 de julho de 1985) é um voleibolista indoor brasileiro , atuante na posição de Oposto, que integrou a Seleção Brasileira nas categorias de base e conquistou  na categoria infanto-juvenil  a medalha de ouro no Campeonato Mundial da Tailândia em 2003, e pela categoria juvenil obteve o título do Campeonato Sul-Americano em 2004 e medalha de prata no Campeonato Mundial na Índia em 2005.Em clubes foi semifinalista no Campeonato Sul-Americano de Clubes de 2009 no Brasil.

## Carreira
Igor foi revelado nas categorias de base do  Tijuca Tênis Clube.Em 2002 foi convocado para Seleção Brasileira para os treinamentos visando o Campeonato Sul-Americano Infanto-Juvenil . Ainda em 2002 transferiu-se para o Telemig Celular/Minas, representando a Seleção Carioca no Campeonato Brasileiro de Seleções em  Maceió-AL, alcançando o título na categoria infanto-juvenil.Nas categorias de base do Telemig Celular/Minas sagrou-se campeão do Campeonato Metropolitano e  do Campeonato Mineiro, ambos na categoria juvenil.
Foi convocado para Seleção Brasileira para disputar o Campeonato Mundial Infanto-Juvenil  sediado em Suphanburi-Tailândia , ocasião que conquistou a medalha de ouro, ocasião que vestia a camisa#13 na equipe e figurou entre os melhores atletas na trigésima oitava posição entre os maiores pontuadores com  29 pontos, sendo 24 de ataques, 3 de bloqueios e 2 de saques, quinquagésimo segundo lugar no fundamento de bloqueio, quinquasémio oitavo  no fundamento de defesa,também ficou no trigésimo terceiro lugar no fundamento de saque.
Permaneceu no Telemig/Celular na temporada 2003-04, e este clube representou o Pinheiros no Campeonato Paulista de 2003 e  conquistou o título do Campeonato Mineiro neste ano e na Superliga Brasileira A alcançou o bronze.Em 2004 foi convocado para Seleção Brasileira para disputar o Campeonato Sul-Americano Juvenil  em Santiago-Chile, conquistando o título desta competição , também nesta categoria e no mesmo representou a Seleção Mineira no Campeonato Brasileiro de Seleções disputado em Saquarema-RJ conquistando o vice-campeonato.
Renovou com o Telemig Celular/Minas  por mais uma temporada; novamente representando o Pinheiros no Campeonato Paulista de 2004. Pelo Teleimig Celular /Minas  conquistou o título mineiro de 2004, bronze na Supercopa Mercosul (III Copa Bento Gonçalves)  e também no Grand Prix de Clubes (Copa Unisul 40 anos) , ambos resultados neste mesmo ano, sagrou-se por este clube vice-campeão  Superliga Brasileira A 2004-05.Em 2005 representou a  Seleção Brasileira na categoria juvenil na Copa Internacional Banco do Brasil e serviu a seleção na edição do Campeonato Mundial Juvenil de 2005 em Vishakhapatnam-Índia, e conquistou o vice-campeonato, novamente vestindo a camisa#13 apareceu nas estatísticas da competição como quadragésimo quarto maior pontuador, quinquagésimo segundo no fundamento de bloqueio, também foi o trigésimo sétimo lugar no fundamento de saque e septuagésimo sétimo melhor defensor.
No período esportivo 2005-06 atuou também pelo Telemig Celular/Minas que representou o Pinheiros com a alcunha Pinheiros/Telemig/Ferraz  na conquista do vice-campeonato dos Jogos Abertos do Interior de 2005, em São Bernardo do Campo e no mesmo ano obteve o título inédito do Campeonato Paulista. Disputou pelo Telemig Celular/Minas o Campeonato Mineiro de 2005, conquistando o título e por este disputou a edição da Superliga Brasileira A 2005-06 conquistando o vice-campeonato nesta edição.
Igor, em 2006 através do vinculo com o Telemig Celular/Minas,  representou novamente o Pinheiros nas competições estaduais de São Paulo, cuja alcunha utilizada foi:Pinheiros/Telemig/Ferraz,  e nesta parceria obteve o bicampeonato consecutivo paulista.No Campeonato Mineiro de 2006 conquistou o bicampeonato consecutivo e disputou a edição da Superliga Brasileira A 2006-07 desta vez alcançando o título inédito de sua carreira.
Em sua quinta jornada consecutiva pelo Telemig Celular/Minas, novamente foi cedido para representar o Pinheiros, cujo nome utilizado nas competições estaduais paulistas foi Pinheiros/Telemig/AmilBlue, alcançando o vice-campeonato do Campeonato Paulista de 2007. Representando o Telemig Celular/Minas alcançou o tricampeonato mineiro em 2007 e esteve na equipe que buscava o bicampeonato na Superliga Brasileira A 2007-08, mas alcançou o vice-campeonato ao término desta edição.
Em 2008 renovou por mais uma temporada com o Minas Tênis Clube, época que passou a utilizar a alcunha Vivo/Minas, sendo por este vice-campeão do Campeonato Mineiro deste ano; representando o Pinheiros nas disputas paulistas, alcançou o vice-campeonato em 2008, além de sagra-se vice-campeão novamente na edição da Superliga Brasileira A 2008-09.Na temporada seguinte permaneceu no Vivo/Minas e obtém novamente o vice-campeonato mineiro em 2009
Ainda em 2009 foi quarto lugar no Campeonato Sul-Americano de Clubes realizado em Florianópolis-Brasil , bronze no Desafio Globo Minas,terceiro lugar do Torneio de Florianópolis medalha de ouro do 1º Torneio de Vôlei Cidade de Juiz de Fora e disputou a Superliga Brasileira A 2009-10 encerrando na sétima colocação.
Em 2010 transferiu-se para o voleibol português e foi contratado pelo Sporting Clube de Espinho,  mas rescindiu contrato com o clube  , transferindo-se para o clube espanhol Ortodent Caravaca Año Santo 2010 onde disputou o restante da temporada 2010-11 encerrou na décima segunda posição, ou seja, última posição da Superliga Espanhola A correspondente.
Também na temporada 2011-12 reforçou o Palembang Bank Sumsel na conquista inédita do título da Liga A Indonésia (Proliga), também primeira vez que uma equipe fora de Java consegue o título e foi eleito o Melhor Jogador da Liga A Indonésia 2012 quando conquistou o título da edição.
Igor foi contratado pela equipe porto-riquenha  de Patriotas de Lares e disputou a Liga Superior A Porto-riquenha 2011-12, contribuindo para classifica sua equipe a final desta edição conquistando o vice-campeonato.
Retornou ao Brasil em 2012, sem clube continuou no país quando também estava noivo da então capitã da Seleção Brasileira Fabiana Claudino, ele também esteve presente na recepção da cidade natal desta atleta, após conquista do bicampeonato olímpico, ocasião que estavam oito meses de relacionamento. Igor foi anunciado como reforço do São José dos Campos Vôlei para as competições do período 2012-13, precisamente para reforçar a equipe na Superliga Brasileira B 2013.

## Títulos e resultados
- 2011-12-Vice-campeão  da Liga Superior A Porto-riquenha[46]
- 2011-12-Campeão  da Proliga  A Indonésio[43]
- 2010-11-12º lugar da Superliga Espanhola A[42]
- 2009-10- 7º Lugar  da Superliga Brasileira-Série A [36]
- 2009-Campeã do  1º Torneio de Vôlei Masculino Cidade Juiz de Fora[36]
- 2009-4º Lugar do Campeonato Sul-Americano de Clubes(Florianópolis,  Brasil)[36]
- 2009- 3º Lugar  do Torneio de Florianópolis[36]
- 2009-Campeão do Desafio Globo Minas [36]
- 2009-Vice-campeão do Campeonato Mineiro [35][36]
- 2008-09– Vice-campeão da Superliga Brasileira A [5]
- 2008-Vice-campeão do Campeonato Mineiro [33]
- 2008-Vice-campeão do Campeonato Paulista[34]
- 2007-08– Vice-campeão da Superliga Brasileira A [26].
- 2007-Campeão do Campeonato Mineiro [5]
- 2007-Vice-campeão do Campeonato Paulista [30]
- 2006-07– Campeão da Superliga Brasileira A [26]
- 2006-Campeão do Campeonato Mineiro [28]
- 2006-Campeão do Campeonato Paulista [27]
- 2005-06– Vice-campeão da Superliga Brasileira A [26]
- 2005-Campeão do Campeonato Mineiro [24]
- 2005-Campeão do Campeonato Paulista [23]
- 2005-Vice-campeão dos Jogos Abertos do Interior [22]
- 2004-05– Vice-campeão da Superliga Brasileira A [1]
- 2004– 3º lugar da Supercopa Mercosul [1]
- 2004– 3º lugar da Grand Prix de Clubes [1]
- 2004-Vice-campeão do Campeonato Brasileiro de Seleções Juvenil[1].
- 2003-04- 3º Lugar da Superliga Brasileira-Série A [1]
- 2003-Campeão do Campeonato Mineiro [1]
- 2002-Campeão do Campeonato Mineiro Juvenil [1].
- 2002-Campeão do Campeonato Metropolitano Juvenil [1]
- 2002-Campeão do Campeonato Brasileiro de Seleções  Infanto-Juvenil[1]

## Premiações individuais
- MVP da Proliga A Indonésia de 2011[43][44]